# Park Morskie Oko w Warszawie
Park Morskie Oko – park o powierzchni 17,9 ha znajdujący się w warszawskiej dzielnicy Mokotów. Jest położony między ulicami: Puławską, Dworkową, Belwederską i Promenada na skarpie warszawskiej i terenie podskarpia.

## Opis
Park Morskie Oko pierwotnie należał do romantycznego założenia ogrodowo-pałacowego, zaprojektowanego dla księżnej Izabeli z Czartoryskich Lubomirskiej przez Efraima Szregera i Szymona Bogumiła Zuga. W 1820 roku posiadłość przejęła Anna z Tyszkiewiczów Potocka. Posiadłość nosiła nazwę Mon coteau (z franc. „moje wzgórze”). Dolna część parku stała się popularnym miejscem rozrywki nazywanym Promenadą.
Na terenie parku znajduje się m.in. pałac Szustra, grobowiec rodziny Szustrów z 1899 i pomnik Jana Matejki.
Układ wodny parku tworzą stawy, m.in. staw Morskie Oko i stawy Promenada.
Park nie jest ogrodzony.

## Galeria

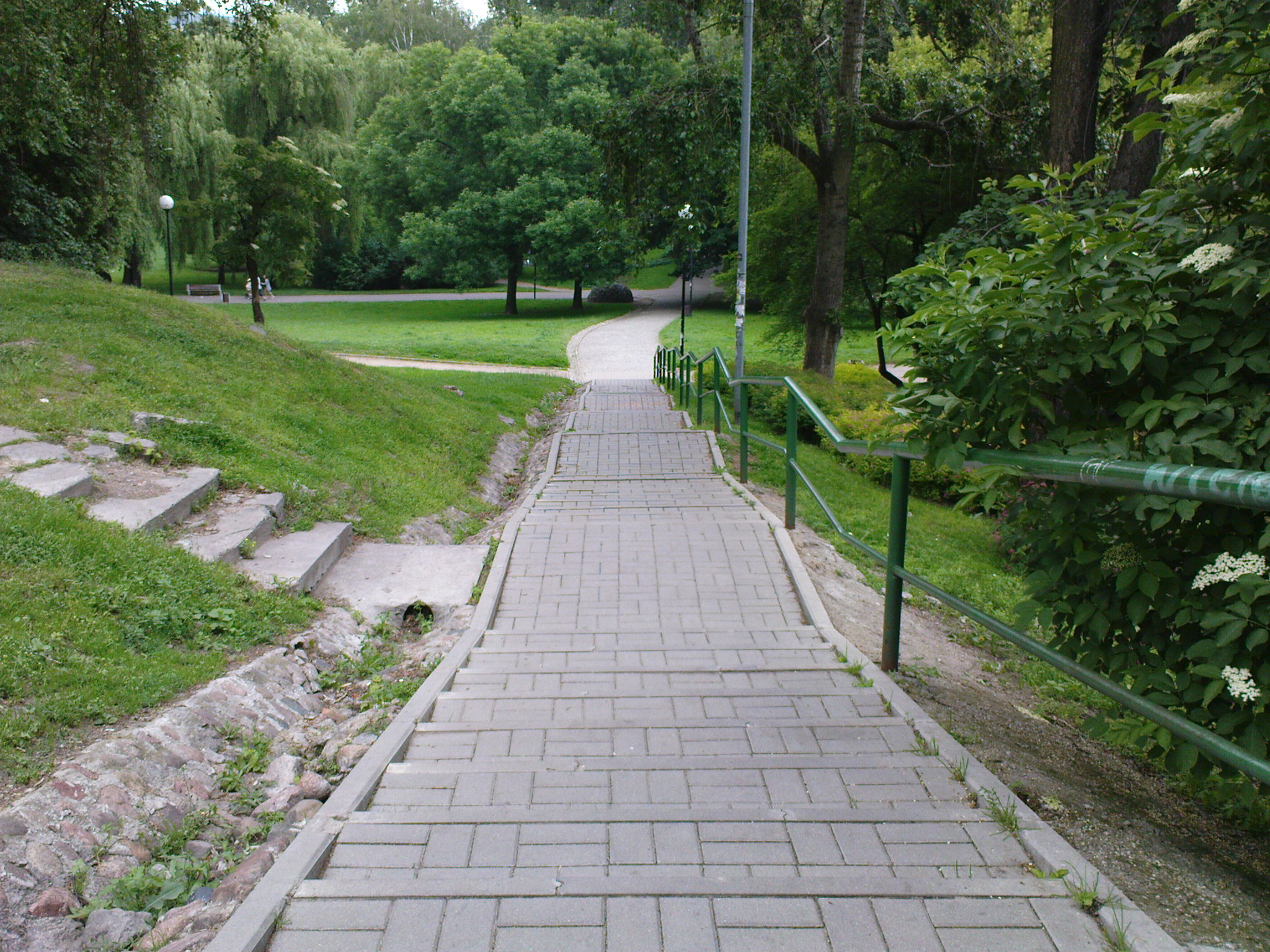
Alejka w parku
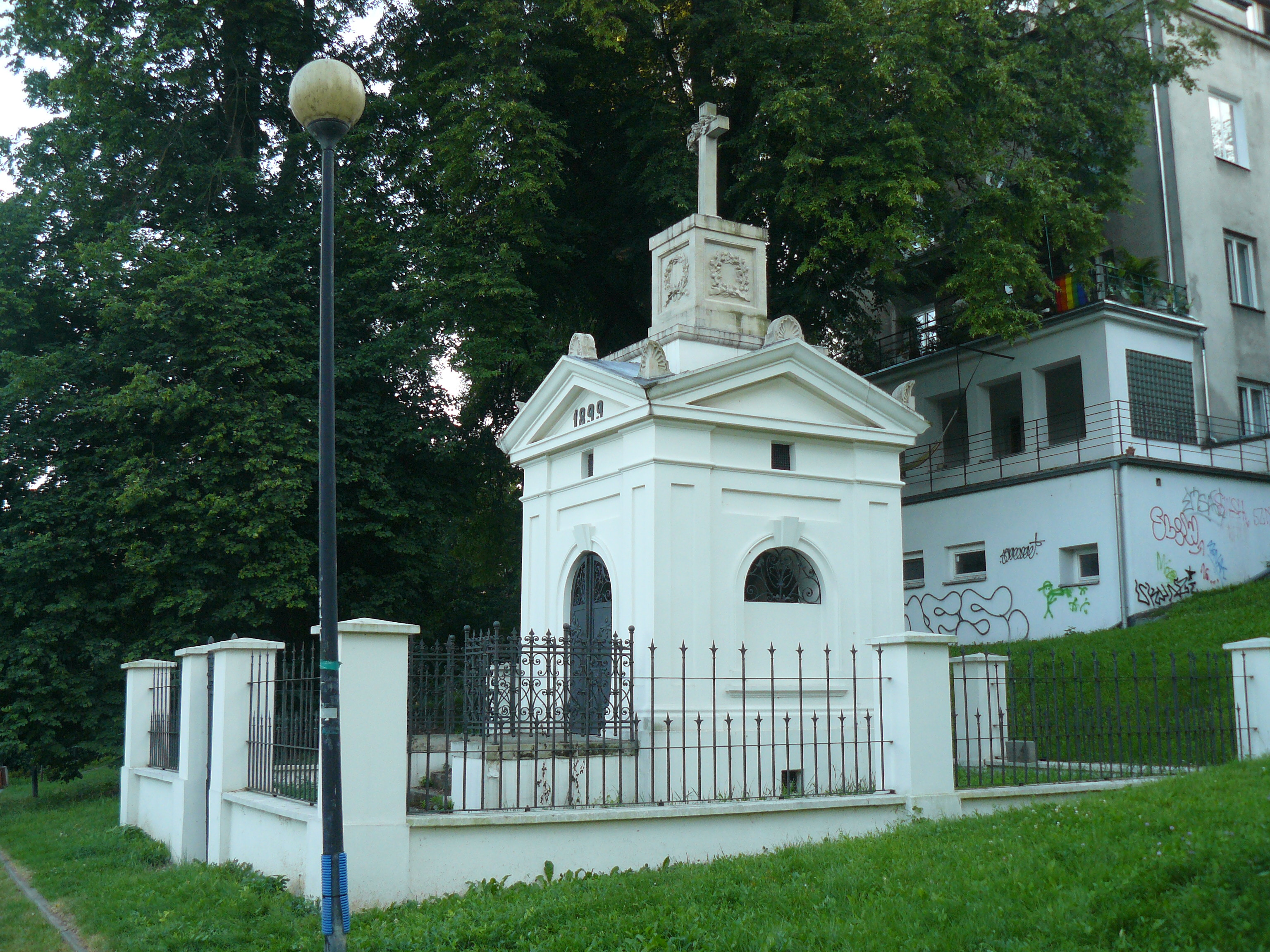
Grobowiec rodziny Szustrów